# Karl Lueder

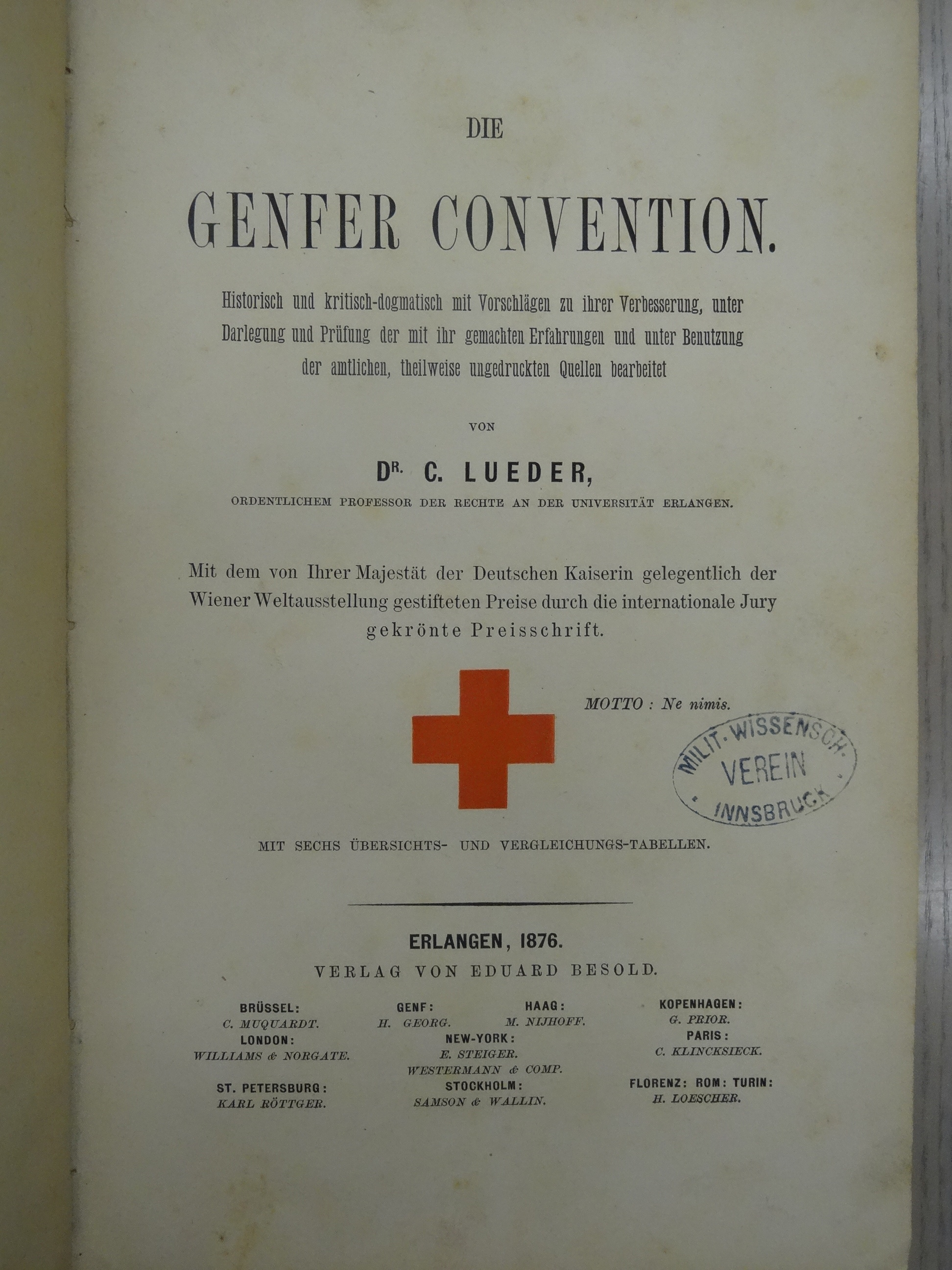
Titelblatt: Die Genfer Convention : Historisch und kritisch-dogmatisch mit Vorschlägen zu ihrer Verbesserung, unter Darlegung und Prüfung der mit ihr gemachten Erfahrungen und unter Benutzung der amtlichen, theilweise ungedruckten Quellen bearbeitet, 1876

Karl Lueder (geboren 2. September 1834 in Celle; gestorben 24. April 1895 in Erlangen) war ein deutscher Jurist und Hochschullehrer.

## Leben
Lueder studierte Rechtswissenschaft in Göttingen und Berlin. Er war Mitglied der Corps Brunsviga Göttingen (1854), Vandalia Berlin (1855) und Saxonia Leipzig (IdC). Nachdem er sich 1861 in Halle habilitiert hatte, wurde er 1867 außerordentlicher Professor an der Universität Leipzig und 1874 ordentlicher Professor an der Friedrich-Alexander-Universität Erlangen.

## Schriften
- Das Souveränitätsrecht der Begnadigung. Leipzig 1860.
- De abolitione Paschali maxime de quaestione utrum illa revera abolitio sensu Romanorum an potius vera aggratiatio fuerit : commentatio, Breitkopf & Haertel Verlag Leipzig 1861
- Gustav Geib, sein Leben und sein Wirken. Leipzig 1864.
- Die Verbrechen gegen das Vermögen vom Standpunkte und nach den Bedürfnissen der gegenwärtigen deutschen Strafgesetzgebung in zusammenhängenden Monographien; 1: Die Vermögensbeschädigung, Veit & Lang Verlag Leipzig 1867
- Über die criminelle Bestrafung des Arbeitscontractbruches : ein academischer Vortrag, Deichert Verlag Erlangen 1875
- Die Genfer Convention : historisch und kritisch-dogmatisch mit Vorschlägen zu ihrer Verbesserung, unter Darlegung und Prüfung der mit ihr gemachten Erfahrungen und unter Benutzung der amtlichen, theilweise ungedruckten Quellen bearb., Eduard Besold Verlag Erlangen 1876.
- Grundriß zu Vorlesungen über deutsches Strafrecht. 2. Auflage. Erlangen 1877.
- Recht und Grenze der Humanität im Krieg. Erlangen 1880.
- Grundriß zu Vorlesungen über deutsches Strafprozeßrecht. Erlangen 1881.
- Krieg und Kriegsrecht. In: Franz von Holtzendorff: Handbuch des Völkerrechts. Band 4. Hamburg 1889.
- Die Entwicklung des selbstständigen Begriffs der Unterschlagung im älteren deutschen Recht …, K. B. Hof- und Universitätsdruckerei v. F. Junge Erlangen 1894